# Tetragnatha tristani
Tetragnatha tristani este o specie de păianjeni din genul Tetragnatha, familia Tetragnathidae, descrisă de Banks, 1909.
Este endemică în Costa Rica. Conform Catalogue of Life specia Tetragnatha tristani nu are subspecii cunoscute.